# Argentine aux Jeux olympiques d'été de 2012
L'Argentine participe aux Jeux olympiques d'été de 2012 à Londres au Royaume-Uni du 27 juillet au 12 août 2012. Il s'agit de sa 23e participation à des Jeux d'été. La porte-drapeau de la délégation argentine est la joueuse de hockey sur gazon Luciana Aymar.

## Médaillés
| Sport                   | Discipline            | Athlète(s) | Performance | Date    |
| ----------------------- | --------------------- | --- | ----------- | ------- |
| Médailles d'or : 1      |                       | |             |         |
| Taekwondo               | Moins de 80 kg hommes | Sebastián Crismanich | 1 - 0       | 10 août |
| Médailles d'argent : 1  |                       | |             |         |
| Hockey sur gazon        | Tournoi féminin       | Laura Del Colle Rosario Luchetti Macarena Rodríguez Luciana Aymar Carla Rebecchi Delfina Merino Martina Cavallero Florencia Habif Rocío Sánchez Moccia Daniela Sruoga Mariela Scarone Sofía Maccari Silvina D'Elía Noel Barrionuevo Josefina Sruoga Florencia Mutio | 0 - 2       | 10 août |
| Médailles de bronze : 2 |                       | |             |         |
| Tennis                  | Simple messieurs      | Juan Martín del Potro | 7-5 / 6-4   | 5 août  |
| Voile                   | 470 hommes            | Lucas Calabrese Juan de la Fuente | 11 - 14     | 10 août |

## Athlétisme
Les athlètes de l'Argentine ont jusqu'ici atteint les minima de qualification dans les épreuves d'athlétisme suivantes (pour chaque épreuve, un pays peut engager trois athlètes à condition qu'ils aient réussi chacun les minima A de qualification, un seul athlète par nation est inscrit sur la liste de départ si seuls les minima B sont réussis), :
Hommes
Courses
| Athlète          | Épreuve      | Séries              | Séries | Quarts de finale | Quarts de finale | Demi-finales | Demi-finales | Finale               | Finale |
| Athlète          | Épreuve      | Résultat            | Rang   | Résultat         | Rang             | Résultat     | Rang         | Résultat             | Rang   |
| ---------------- | ------------ | ------------------- | ------ | ---------------- | ---------------- | ------------ | ------------ | -------------------- | ------ |
| Miguel Barzola   | Marathon     | NC                  | NC     | NC               | NC               | NC           | NC           | 2 h 17 min 54 s      | 35     |
| Juan Manuel Cano | 20 km marche | NC                  | NC     | NC               | NC               | NC           | NC           | 1 h 22 min 10 s (RN) | 22     |
| Javier Carriqueo | 5 000 m      | 13 min 57 s 07 (MS) | 37     | NC               | NC               | NC           | NC           | -                    | -      |

Concours
| Athlète            | Épreuve           | Qualification | Qualification | Finale       | Finale |
| Athlète            | Épreuve           | Distance      | Rang          | Distance     | Rang   |
| ------------------ | ----------------- | ------------- | ------------- | ------------ | ------ |
| Juan Ignacio Cerra | Lancer du marteau | 68,20 m       | 36            | -            | -      |
| Germán Lauro       | Lancer du poids   | 20,75 m (RN)  | 5             | 20,84 m (RN) | 6      |
| Germán Lauro       | Lancer du disque  | 57,54 m       | 37            | -            | -      |
| Braian Toledo      | Lancer du javelot | 76,87 m       | 30            | -            | -      |

Femmes
Courses
| Athlète       | Épreuve  | Séries   | Séries | Quarts de finale | Quarts de finale | Demi-finales | Demi-finales | Finale          | Finale |
| Athlète       | Épreuve  | Résultat | Rang   | Résultat         | Rang             | Résultat     | Rang         | Résultat        | Rang   |
| ------------- | -------- | -------- | ------ | ---------------- | ---------------- | ------------ | ------------ | --------------- | ------ |
| María Peralta | Marathon | NC       | NC     | NC               | NC               | NC           | NC           | 2 h 40 min 50 s | 82     |

Concours
| Athlète           | Épreuve           | Qualification | Qualification | Finale   | Finale |
| Athlète           | Épreuve           | Distance      | Rang          | Distance | Rang   |
| ----------------- | ----------------- | ------------- | ------------- | -------- | ------ |
| Rocío Comba       | Lancer du disque  | 58,98 m       | 26            | -        | -      |
| Jennifer Dahlgren | Lancer du marteau | Pas de marque | -             | -        | -      |

## Aviron
Hommes
| Athlète                     | Compétition                 | Séries        | Séries | Repêchage     | Repêchage | Quarts de finale | Quarts de finale | Demi-finales  | Demi-finales        | Finales       | Finales      |
| Athlète                     | Compétition                 | Temps         | Rang   | Temps         | Rang      | Temps            | Rang             | Temps         | Rang                | Temps         | Rang         |
| --------------------------- | --------------------------- | ------------- | ------ | ------------- | --------- | ---------------- | ---------------- | ------------- | ------------------- | ------------- | ------------ |
| Santiago Fernández          | Skiff                       | 6 min 46 s 03 | 7      | -             | -         | 7 min 01 s 57    | 8                | 7 min 29 s 68 | 7 (Demi-finale A/B) | 7 min 20 s 40 | 4 (Finale B) |
| Cristian Rosso Ariel Suárez | Deux de couple              | 6 min 13 s 68 | 8      | -             | -         | NC               | NC               | 6 min 19 s 40 | 1                   | 6 min 36 s 36 | 4            |
| Mario Cejas Miguel Mayol    | Deux de couple poids légers | 7 min 01 s 76 | 20     | 6 min 48 s 21 | 9         | NC               | NC               | 7 min 11 s 46 | 5 (Demi-finale C/D) | 6 min 53 s 71 | 5 (Finale C) |

Femmes
| Athlète                               | Compétition                 | Séries        | Séries | Repêchage     | Repêchage | Quarts de finale | Quarts de finale | Demi-finales  | Demi-finales        | Finales       | Finales      |
| Athlète                               | Compétition                 | Temps         | Rang   | Temps         | Rang      | Temps            | Rang             | Temps         | Rang                | Temps         | Rang         |
| ------------------------------------- | --------------------------- | ------------- | ------ | ------------- | --------- | ---------------- | ---------------- | ------------- | ------------------- | ------------- | ------------ |
| Lucía Palermo                         | Skiff                       | 8 min 07 s 89 | 23     | 7 min 52 s 49 | 2         | 8 min 06 s 47    | 18               | 8 min 09 s 85 | 9 (Demi-finale C/D) | 8 min 40 s 38 | 3 (Finale D) |
| María Laura Ábalo María Gabriela Best | Deux sans barreur           | 7 min 12 s 17 | 9      | 7 min 20 s 94 | 6         | NC               | NC               | NC            | NC                  | 8 min 03 s 53 | 3 (Finale B) |
| Milka Kraljev Clara Rohner            | Deux de couple poids légers | 7 min 33 s 37 | 14     | 7 min 40 s 72 | 9         | NC               | NC               | -             | -                   | 7 min 44 s 62 | 3 (Finale C) |

## Basket-ball
L'Argentine a qualifié son équipe de basket masculine.

### Tournoi masculin
Classement
| Rang | Équipe     | Pts | G | P | PP  | PC  | Diff |
| ---- | ---------- | --- | - | - | --- | --- | ---- |
| 1    | États-Unis | 10  | 5 | 0 | 589 | 398 | +191 |
| 2    | France     | 9   | 4 | 1 | 376 | 378 | -2   |
| 3    | Argentine  | 8   | 3 | 2 | 448 | 424 | +24  |
| 4    | Lituanie   | 7   | 2 | 3 | 395 | 399 | -4   |
| 5    | Nigeria    | 6   | 1 | 4 | 338 | 456 | -118 |
| 6    | Tunisie    | 5   | 0 | 5 | 320 | 411 | -91  |

|  | Qualifié pour les quarts de finale                                                                        |
|  | Pts points ; G victoires ; P défaites PP points marqués ; PC points encaissés ; Diff différence de points |

Matchs
| 29 juillet 2012 | Argentine | 102-79 | Lituanie | Basketball Arena, Londres |
| 9 h 00 CEST     |           |        |          |                           |

| 31 juillet 2012 | France | 71-64 | Argentine | Basketball Arena, Londres |
| 20 h 00 CEST    |        |       |           |                           |

| 2 août 2012  | Argentine | 92-69 | Tunisie | Basketball Arena, Londres |
| 14 h 30 CEST |           |       |         |                           |

| 4 août 2012  | Nigeria | 79-93 | Argentine | Basketball Arena, Londres |
| 22 h 15 CEST |         |       |           |                           |

| 6 août 2012  | Argentine | 97-126 | États-Unis | Basketball Arena, Londres |
| 22 h 15 CEST |           |        |            |                           |

Quart de finale
| 8 août 2012  | Brésil | 77-82 | Argentine | North Greenwich Arena, Londres |
| 20 h 00 CEST |        |       |           |                                |

Demi-finale
| 10 août      | Argentine | 83 - 109  | États-Unis | North Greenwich Arena, Londres |  |
| 21 h 00 CEST |           | (40 - 47) |            |                                |  |

Match pour la médaille de bronze
| 12 août      | Russie | 81 - 77   | Argentine | North Greenwich Arena, Londres |  |
| 11 h 00 CEST |        | (40 - 38) |           |                                |  |

## Boxe
Hommes
| Alberto Melián | Coqs (-56 kg)   | Sergey Vodopiyanov (RUS) 5-12   | –                        | – | – | – | – | – | – | – |
| Yamil Peralta  | Lourds (-91 kg) | Chouaib Bouloudinats (ALG) 13-5 | Tervel Pulev (BUL) 10-13 | – | – | – | – | – |   |   |

## Canoë-kayak

### Course en ligne
| Athlète                    | Compétition | Éliminatoires | Éliminatoires | Demi-finales | Demi-finales | Finale A | Finale A | Finale B | Finale B |
| Athlète                    | Compétition | Temps         | Rang          | Temps        | Rang         | Temps    | Rang     | Temps    | Rang     |
| -------------------------- | ----------- | ------------- | ------------- | ------------ | ------------ | -------- | -------- | -------- | -------- |
| Miguel Correa Rubén Rézola | K2 – 200 m  | 33 s 623      | 6e            | 33 s 105     | 6e           | 35 s 271 | 5e       | –        | –        |

### Slalom
| Athlète         | Compétition | Éliminatoires | Éliminatoires | Éliminatoires | Éliminatoires | Éliminatoires | Éliminatoires | Demi-finales | Demi-finales | Finale   | Finale |
| Athlète         | Compétition | Course 1      | Rang          | Course 2      | Rang          | Total         | Rang          | Résultat     | Rang         | Résultat | Rang   |
| --------------- | ----------- | ------------- | ------------- | ------------- | ------------- | ------------- | ------------- | ------------ | ------------ | -------- | ------ |
| Sebastián Rossi | C1 hommes   | 109 s 41      | 14e           | 107 s 52      | 14e           | 107 s 52      | 14e           | -            | -            | -        | -      |

## Cyclisme

### Cyclisme sur route
En cyclisme sur route, l'Argentine a qualifié un homme et aucune femme.
| Athlète             | Compétition            | Temps       | Rang |
| ------------------- | ---------------------- | ----------- | ---- |
| Maximiliano Richeze | Course en ligne hommes | hors délais | -    |

### Cyclisme sur piste
Omnium
| Athlète      | Compétition   | Tour lancé | Tour lancé | Course aux points | Course aux points | Élimination | Poursuite      | Poursuite | Scratch | Contre-la-montre | Contre-la-montre | Total | Rang |
| Athlète      | Compétition   | Temps      | Rang       | Points            | Rang              | Rang        | Temps          | Rang      | Rang    | Temps            | Rang             | Total | Rang |
| ------------ | ------------- | ---------- | ---------- | ----------------- | ----------------- | ----------- | -------------- | --------- | ------- | ---------------- | ---------------- | ----- | ---- |
| Walter Pérez | Omnium hommes | 14 s 036   | 17         | 26                | 7                 | 4           | 4 min 33 s 532 | 15        | 12      | 1 min 07 s 523   | 17               | 72    | 14   |

### VTT
| Athlète             | Compétition              | Temps           | Rang |
| ------------------- | ------------------------ | --------------- | ---- |
| Catriel Andrés Soto | Cross-country VTT hommes | 1 h 35 min 13 s | 26e  |

### BMX
| Athlète         | Compétition | Qualifications | Qualifications | Quarts de finale | Quarts de finale | Quarts de finale | Quarts de finale | Quarts de finale | Repêchages | Repêchages | Repêchages | Repêchages   | Demi-finales | Demi-finales | Demi-finales | Demi-finales | Demi-finales | Finale   | Finale |
| Athlète         | Compétition | Résultat       | Rang           | Manche 1         | Manche 2         | Manche 3         | Total            | Rang             | Manche 4   | Manche 5   | Total      | Rang         | Manche 1     | Manche 2     | Manche 3     | Total        | Rang         | Résultat | Rang   |
| --------------- | ----------- | -------------- | -------------- | ---------------- | ---------------- | ---------------- | ---------------- | ---------------- | ---------- | ---------- | ---------- | ------------ | ------------ | ------------ | ------------ | ------------ | ------------ | -------- | ------ |
| Ernesto Pizarro | BMX hommes  | 39 s 765       | 26e            | 6                | 6                | 7                | 19               | 6e               | 3          | 4          | 26         | 4e (éliminé) | -            | -            | -            | -            | -            | -        | -      |

## Équitation

### Saut d'obstacles
| Athlète            | Cheval          | Compétition | Qualification | Qualification | Qualification | Qualification | Qualification | Qualification | Qualification | Qualification | Finale    | Finale   | Finale    | Finale   | Finale   | Total     | Total |
| Athlète            | Cheval          | Compétition | 1er tour      | 1er tour      | 2e tour       | 2e tour       | 2e tour       | 3e tour       | 3e tour       | 3e tour       | Finale A  | Finale A | Finale B  | Finale B | Finale B | Total     | Total |
| Athlète            | Cheval          | Compétition | Pénalités     | Rang          | Pénalités     | Total         | Rang          | Pénalités     | Total         | Rang          | Pénalités | Rang     | Pénalités | Total    | Rang     | Pénalités | Rang  |
| ------------------ | --------------- | ----------- | ------------- | ------------- | ------------- | ------------- | ------------- | ------------- | ------------- | ------------- | --------- | -------- | --------- | -------- | -------- | --------- | ----- |
| José María Larocca | Royal Power     | Individuel  | 4             | 42e           | 4             | 8             | 31e           | 12            | 20            | 38e (éliminé) | -         | -        | -         | -        | -        | -         | -     |
| Alejandro Madorno  | Milano de Flore | Individuel  | 9             | 64e (éliminé) | -             | -             | -             | -             | -             | -             | -         | -        | -         | -        | -        | -         | -     |

## Escrime
Femmes
| Athlète                   | Compétition      | 1/32 de finale   | 1/16 de finale             | 1/8 de finale    | Quarts de finale | Demi-finales     | Finale           | Finale |
| Athlète                   | Compétition      | Adversaire Score | Adversaire Score           | Adversaire Score | Adversaire Score | Adversaire Score | Adversaire Score | Rang   |
| ------------------------- | ---------------- | ---------------- | -------------------------- | ---------------- | ---------------- | ---------------- | ---------------- | ------ |
| María Belén Pérez Maurice | Sabre individuel | NC               | Gioia Marzocca (ITA) 10-15 | -                | -                | -                | -                | -      |

## Gymnastique

### Artistique
Hommes
| Athlète           | Compétition | Appareils  | Appareils | Appareils | Appareils | Appareils | Appareils | Qualification | Qualification | Appareils | Appareils | Appareils | Appareils | Appareils | Appareils | Finale | Finale |
| Athlète           | Compétition | S          | CA        | A         | SC        | BP        | BF        | Total         | Rang          | S         | CA        | A         | SC        | BP        | BF        | Total  | Rang   |
| ----------------- | ----------- | ---------- | --------- | --------- | --------- | --------- | --------- | ------------- | ------------- | --------- | --------- | --------- | --------- | --------- | --------- | ------ | ------ |
| Federico Molinari | Individuel  | 13,433 62e | -         | 15,333 7e | -         | -         | -         | 28,766        | -             | -         | -         | -         | -         | -         | -         | -      | -      |

Finales individuelles
| Athlète           | Compétition | Appareil | Appareil | Appareil | Appareil | Appareil | Appareil | Total  | Rang |
| Athlète           | Compétition | S        | CA       | A        | SC       | BP       | BF       | Total  | Rang |
| ----------------- | ----------- | -------- | -------- | -------- | -------- | -------- | -------- | ------ | ---- |
| Federico Molinari | Anneaux     | NC       | NC       | 14,733   | NC       | NC       | NC       | 14,733 | 8e   |

Femmes
| Athlète         | Compétition | Appareils  | Appareils | Appareils  | Appareils  | Qualification | Qualification | Appareils | Appareils | Appareils | Appareils | Finale | Finale |
| Athlète         | Compétition | S          | SC        | BA         | P          | Total         | Rang          | S         | SC        | BA        | P         | Total  | Rang   |
| --------------- | ----------- | ---------- | --------- | ---------- | ---------- | ------------- | ------------- | --------- | --------- | --------- | --------- | ------ | ------ |
| Valeria Pereyra | Individuel  | 12,600 67e | -         | 13,266 45e | 10,566 81e | 49,798        | 51e           | -         | -         | -         | -         | -      | -      |

## Handball

### Tournoi masculin
Classement
| Rang | Équipe          | Pts | J | G | N | P | BP  | BC  | Diff |
| ---- | --------------- | --- | - | - | - | - | --- | --- | ---- |
| 1    | Islande         | 10  | 5 | 5 | 0 | 0 | 167 | 132 | +35  |
| 2    | France          | 8   | 5 | 4 | 0 | 1 | 159 | 110 | +49  |
| 3    | Suède           | 6   | 5 | 3 | 0 | 2 | 156 | 115 | +41  |
| 4    | Tunisie         | 4   | 5 | 2 | 0 | 3 | 121 | 125 | -4   |
| 5    | Argentine       | 2   | 5 | 1 | 0 | 4 | 113 | 138 | -25  |
| 6    | Grande-Bretagne | 0   | 5 | 0 | 0 | 5 | 96  | 192 | -96  |

|  | Qualifié pour les quarts de finale                                                                             |
|  | Pts points ; G victoires ; N nuls ; P défaites BP buts marqués ; BC buts encaissés ; Diff différence de points |

Matchs
| 29 juillet 9 h 30 | Islande      | 31 - 25   | Argentine    | Copper Box, Londres Affluence : 3 701 Arbitrage : L. Geipel, M. Helbig |
| 29 juillet 9 h 30 | Sigurðsson 9 | (15 - 14) | Simonet D. 5 | Copper Box, Londres Affluence : 3 701 Arbitrage : L. Geipel, M. Helbig |
| 29 juillet 9 h 30 | ×3 ×6        | Rapport   | ×3 ×1        | Copper Box, Londres Affluence : 3 701 Arbitrage : L. Geipel, M. Helbig |

| 31 juillet 21 h 15 | Argentine   | 20 - 32  | France      | Copper Box, Londres Affluence : 3 906 Arbitrage : P. Olesen, L. E. Pedersen |
| 31 juillet 21 h 15 | Fernandez 4 | (9 - 17) | Karabatic 7 | Copper Box, Londres Affluence : 3 906 Arbitrage : P. Olesen, L. E. Pedersen |
| 31 juillet 21 h 15 | ×3 ×2       | Rapport  | ×3 ×2       | Copper Box, Londres Affluence : 3 906 Arbitrage : P. Olesen, L. E. Pedersen |

| 2 août 16 h 15 | Grande-Bretagne | 21 - 32   | Argentine    | Copper Box, Londres Affluence : 4 581 Arbitrage : Y. N. Coulibaly, M. Diabaté |
| 2 août 16 h 15 | Larsson (en) 6  | (11 - 16) | Simonet S. 6 | Copper Box, Londres Affluence : 4 581 Arbitrage : Y. N. Coulibaly, M. Diabaté |
| 2 août 16 h 15 | ×4              | Rapport   | ×3           | Copper Box, Londres Affluence : 4 581 Arbitrage : Y. N. Coulibaly, M. Diabaté |

| 4 août 14 h 30 | Suède    | 29 - 13  | Argentine    | Copper Box, Londres Affluence : 4 592 Arbitrage : O. Raluy López, A. Sabroso |
| 4 août 14 h 30 | Ekberg 9 | (12 - 8) | Simonet D. 3 | Copper Box, Londres Affluence : 4 592 Arbitrage : O. Raluy López, A. Sabroso |
| 4 août 14 h 30 | ×4 ×1    | Rapport  | ×3           | Copper Box, Londres Affluence : 4 592 Arbitrage : O. Raluy López, A. Sabroso |

| 6 août 11 h 15 | Argentine    | 23 - 25   | Tunisie   | Copper Box, Londres Affluence : 4 645 Arbitrage : P. Olesen, L. E. Pedersen |
| 6 août 11 h 15 | Simonet D. 6 | (12 - 12) | Alouini 7 | Copper Box, Londres Affluence : 4 645 Arbitrage : P. Olesen, L. E. Pedersen |
| 6 août 11 h 15 | ×2 ×7 ×1     | Rapport   | ×3 ×6 ×1  | Copper Box, Londres Affluence : 4 645 Arbitrage : P. Olesen, L. E. Pedersen |

## Hockey sur gazon
Les deux équipes d'Argentine de hockey sur gazon se sont qualifiées pour ces Jeux.

### Tournoi masculin
Matchs de poule
| Pays              | Équipes          | Score            | Équipes          | Pays             |
| Lundi 30 juillet  | Lundi 30 juillet | Lundi 30 juillet | Lundi 30 juillet | Lundi 30 juillet |
| ----------------- | ---------------- | ---------------- | ---------------- | ---------------- |
|                   | Grande-Bretagne  | 4 - 1            | Argentine        |                  |
| Mercredi 1er août |                  |                  |                  |                  |
|                   | Pakistan         | 2 – 0            | Argentine        |                  |
| Vendredi 3 août   |                  |                  |                  |                  |
|                   | Australie        | 2 – 2            | Argentine        |                  |
| Dimanche 5 août   |                  |                  |                  |                  |
|                   | Argentine        | 1 – 3            | Espagne          |                  |
| Mardi 7 août      |                  |                  |                  |                  |
|                   | Argentine        | 6 – 3            | Afrique du Sud   |                  |

| Rang | Équipe          | Pts | J | V | N | P | BP | BC | Diff |
| ---- | --------------- | --- | - | - | - | - | -- | -- | ---- |
| 1    | Australie       | 11  | 5 | 3 | 2 | 0 | 23 | 5  | +18  |
| 2    | Grande-Bretagne | 9   | 5 | 2 | 3 | 0 | 14 | 8  | +6   |
| 3    | Espagne         | 8   | 5 | 2 | 2 | 1 | 8  | 10 | -2   |
| 4    | Pakistan        | 7   | 5 | 2 | 1 | 2 | 9  | 16 | -7   |
| 5    | Argentine       | 4   | 5 | 1 | 1 | 3 | 10 | 14 | -4   |
| 6    | Afrique du Sud  | 1   | 5 | 0 | 1 | 4 | 11 | 22 | -11  |

|  | Qualifié pour la phase finale (no 1, no 2).                                                                                          |
|  | Qualifiés pour la phase de classement(no 3, no 4, no 5, no 6).                                                                       |
|  | Pts : Points gagnés • J Joués • V : Victoires • N : Matchs nuls • P : Perdus • BP : Buts pour • BC : Buts contre • Diff : Différence |

Match de classement
| 9e et 10e Places       | Argentine | 1 - 3   | Nouvelle-Zélande | Riverbank Arena, Londres |  |
| 9 août 2012 11h00 WEST |           | (0 – 3) |                  |                          |  |

### Tournoi féminin
Matchs de poule
| Pays                | Équipes             | Score               | Équipes             | Pays                |
| Dimanche 29 juillet | Dimanche 29 juillet | Dimanche 29 juillet | Dimanche 29 juillet | Dimanche 29 juillet |
| ------------------- | ------------------- | ------------------- | ------------------- | ------------------- |
|                     | Argentine           | 7 – 1               | Afrique du Sud      |                     |
| Mardi 31 juillet    |                     |                     |                     |                     |
|                     | Argentine           | 0 - 1               | États-Unis          |                     |
| Jeudi 2 août        |                     |                     |                     |                     |
|                     | Nouvelle-Zélande    | 1 – 2               | Argentine           |                     |
| Samedi 4 août       |                     |                     |                     |                     |
|                     | Allemagne           | 1 – 3               | Argentine           |                     |
| Lundi 6 août        |                     |                     |                     |                     |
|                     | Argentine           | 0 – 0               | Australie           |                     |

| Rang | Équipe           | Pts | J | V | N | P | BP | BC | Diff |
| ---- | ---------------- | --- | - | - | - | - | -- | -- | ---- |
| 1    | Argentine        | 10  | 5 | 3 | 1 | 1 | 12 | 4  | +8   |
| 2    | Nouvelle-Zélande | 10  | 5 | 3 | 1 | 1 | 9  | 5  | +4   |
| 3    | Australie        | 10  | 5 | 3 | 1 | 1 | 5  | 2  | +3   |
| 4    | Allemagne        | 7   | 5 | 2 | 1 | 2 | 6  | 7  | -1   |
| 5    | Afrique du Sud   | 3   | 5 | 1 | 0 | 4 | 9  | 14 | -5   |
| 6    | États-Unis       | 3   | 5 | 1 | 0 | 4 | 4  | 13 | -9   |

|  | Qualifié pour la phase finale (no 1, no 2).                                                                                          |
|  | Qualifiés pour la phase de classement(no 3, no 4, no 5, no 6).                                                                       |
|  | Pts : Points gagnés • J Joués • V : Victoires • N : Matchs nuls • P : Perdus • BP : Buts pour • BC : Buts contre • Diff : Différence |

Demi-finale
| Demi-finale no 2       | Argentine | 2 - 1   | Royaume-Uni | Riverbank Arena, Londres |  |
| 8 août 2012 20h00 WEST |           | (2 – 0) |             |                          |  |

Finale
| Finale                  | Pays-Bas | 2 - 0   | Argentine | Riverbank Arena, Londres |  |
| 10 août 2012 20h00 WEST |          | (0 – 0) |           |                          |  |

## Judo
| Athlète          | Compétition            | 1/32 de finale      | 1/16 de finale                            | 1/8 de finale                     | Quarts de finale                         | Demi-finales        | Repêchage 1                                      | Repêchage 2                                   | Finale              | Finale |
| Athlète          | Compétition            | Adversaire Résultat | Adversaire Résultat                       | Adversaire Résultat               | Adversaire Résultat                      | Adversaire Résultat | Adversaire Résultat                              | Adversaire Résultat                           | Adversaire Résultat | Rang   |
| ---------------- | ---------------------- | ------------------- | ----------------------------------------- | --------------------------------- | ---------------------------------------- | ------------------- | ------------------------------------------------ | --------------------------------------------- | ------------------- | ------ |
| Emmanuel Lucenti | Moins de 81 kg hommes  | exempt              | Bat Fetra Ratsimiziva (MAD) 0100/0001     | Bat Alain Schmitt (FRA) 1000/0001 | Battu par Kim Jae-Bum (KOR) 0003/0100    | -                   | Battu par Antoine Valois-Fortier (CAN) 0001/0101 | -                                             | -                   | -      |
| Héctor Campos    | Moins de 90 kg hommes  | NC                  | Battu par Asley González (CUB) 0000/0100  | -                                 | -                                        | -                   | -                                                | -                                             | -                   | -      |
| Cristian Schmidt | Moins de 100 kg hommes | NC                  | Battu par Yauhen Biadulin (BLR) 0000/1001 | -                                 | -                                        | -                   | -                                                | -                                             | -                   | -      |
| Paula Pareto     | Moins de 48 kg femmes  | NC                  | exempte                                   | Bat Elena Moretti (ITA) 0001/0000 | Battue par Tomoko Fukumi (JPN) 0002/0010 | -                   | Bat Urantsetseg Munkhbat (MGL) 0011/0002         | Battue par Charline Van Snick (BEL) 0002/0011 | -                   | -      |

## Lutte
| Athlète           | Compétition    | Qualification                        | Huitièmes de finale | Quarts de finale    | Demi-finales        | Repêchage 1         | Repêchage 2         | Finale              | Finale |
| Athlète           | Compétition    | Adversaire Résultat                  | Adversaire Résultat | Adversaire Résultat | Adversaire Résultat | Adversaire Résultat | Adversaire Résultat | Adversaire Résultat | Rang   |
| ----------------- | -------------- | ------------------------------------ | ------------------- | ------------------- | ------------------- | ------------------- | ------------------- | ------------------- | ------ |
| Lutte libre       |                |                                      |                     |                     |                     |                     |                     |                     |        |
| Patricia Bermúdez | Moins de 48 kg | Battue par Iwona Matkowska (POL) 0-3 | –                   | –                   | –                   | –                   | –                   | –                   | –      |

## Natation

### Natation sportive
| Athlète             | Épreuve            | Séries         | Séries        | Demi-finales | Demi-finales | Finale | Finale |
| Athlète             | Épreuve            | Temps          | Rang          | Temps        | Rang         | Temps  | Rang   |
| ------------------- | ------------------ | -------------- | ------------- | ------------ | ------------ | ------ | ------ |
| Federico Grabich    | 50 m nage libre    | 23 s 30        | 35e (éliminé) | -            | -            | -      | -      |
| Federico Grabich    | 100 m dos          | 56 s 56        | 41e           | -            | -            | -      | -      |
| Juan Martín Pereyra | 400 m nage libre   | 3 min 56 s 76  | 24e (éliminé) | NC           | NC           | –      | –      |
| Juan Martín Pereyra | 1 500 m nage libre | 15 min 36 s 72 | 29e (éliminé) | NC           | NC           | –      | –      |

| Athlète          | Épreuve          | Séries        | Séries         | Demi-finales | Demi-finales | Finale | Finale |
| Athlète          | Épreuve          | Temps         | Rang           | Temps        | Rang         | Temps  | Rang   |
| ---------------- | ---------------- | ------------- | -------------- | ------------ | ------------ | ------ | ------ |
| Georgina Bardach | 400 m 4 nages    | 4 min 57 s 31 | 34e (éliminée) | NC           | NC           | –      | –      |
| Cecilia Biagioli | 800 m nage libre | 8 min 33 s 97 | 16e (éliminée) | NC           | NC           | –      | –      |

### Nage en eau libre
| Athlète          | Épreuve      | Finale            | Finale |
| Athlète          | Épreuve      | Temps             | Rang   |
| ---------------- | ------------ | ----------------- | ------ |
| Cecilia Biagioli | 10 km femmes | 2 h 01 min 02 s 2 | 17e    |

## Natation synchronisée
| Athlètes                   | Compétition | Programme technique      | Programme technique | Programme libre (qualifications) | Programme libre (qualifications) | Programme libre (qualifications) | Programme libre (finale) | Programme libre (finale)  | Programme libre (finale) |
| Athlètes                   | Compétition | Points                   | Rang                | Points                           | Total (technique + libre)        | Rang                             | Points                   | Total (technique + libre) | Rang                     |
| -------------------------- | ----------- | ------------------------ | ------------------- | -------------------------------- | -------------------------------- | -------------------------------- | ------------------------ | ------------------------- | ------------------------ |
| Etel Sánchez Sofía Sánchez | Duo         | 78,900 (39,400 ; 39,500) | 22e                 | 78,410 (39,260 ; 39,150)         | 157,310                          | 22e                              | -                        | -                         | -                        |

## Taekwondo
Hommes
| Athlète              | Compétition | Huitièmes de finale    | Quarts de finale             | Demi-finales             | Repêchage 1         | Repêchage 2         | Finale                   | Finale                         |
| Athlète              | Compétition | Adversaire Résultat    | Adversaire Résultat          | Adversaire Résultat      | Adversaire Résultat | Adversaire Résultat | Adversaire Résultat      | Rang                           |
| -------------------- | ----------- | ---------------------- | ---------------------------- | ------------------------ | ------------------- | ------------------- | ------------------------ | ------------------------------ |
| Sebastián Crismanich | -80 kg      | Vaughn Scott (NZL) 9-5 | Nesar Ahmad Bahawi (AFG) 9-1 | Arman Yeremyan (ARM) 4-2 | –                   | –                   | Nicolás García (ESP) 1-0 | Médaille d'or, Jeux olympiques |

Femmes
| Athlète      | Compétition | Huitièmes de finale      | Quarts de finale            | Demi-finales        | Repêchage 1         | Repêchage 2         | Finale              | Finale |
| Athlète      | Compétition | Adversaire Résultat      | Adversaire Résultat         | Adversaire Résultat | Adversaire Résultat | Adversaire Résultat | Adversaire Résultat | Rang   |
| ------------ | ----------- | ------------------------ | --------------------------- | ------------------- | ------------------- | ------------------- | ------------------- | ------ |
| Carola López | -49 kg      | Sanaa Atabrour (MAR) 1-0 | Lucija Zaninović (CRO) 4-13 | –                   | –                   | –                   | –                   | –      |

## Tennis
| Athlète               | 1/32 de finale            | 1/16 de finale           | 1/8 de finale              | Quarts de finale        | Demi-finales                   | Match pour la médaille de bronze | Finale              |
| Athlète               | Adversaire Résultat       | Adversaire Résultat      | Adversaire Résultat        | Adversaire Résultat     | Adversaire Résultat            | Adversaire Résultat              | Adversaire Résultat |
| --------------------- | ------------------------- | ------------------------ | -------------------------- | ----------------------- | ------------------------------ | -------------------------------- | ------------------- |
| Carlos Berlocq        | Alex Bogomolov 5-7, 62-7  | -                        | -                          | -                       | -                              | -                                | -                   |
| David Nalbandian      | Janko Tipsarević 3-6, 4-6 | -                        | -                          | -                       | -                              | -                                | -                   |
| Juan Mónaco           | David Goffin 6-4, 6-1     | Feliciano López 4-6, 4-6 | -                          | -                       | -                              | -                                | -                   |
| Juan Martín del Potro | Ivan Dodig 6-4, 6-1       | Andreas Seppi 6-3, 7-62  | Gilles Simon 6-1, 4-6, 6-3 | Kei Nishikori 6-4, 7-64 | Roger Federer 6-3, 65-7, 17-19 | Novak Djokovic · 7-5, 6-4        | -                   |

| Athlète                          | 1/32 de finale      | 1/16 de finale                             | 1/8 de finale       | Quarts de finale    | Demi-finales        | Match pour la médaille de bronze | Finale              |
| Athlète                          | Adversaire Résultat | Adversaire Résultat                        | Adversaire Résultat | Adversaire Résultat | Adversaire Résultat | Adversaire Résultat              | Adversaire Résultat |
| -------------------------------- | ------------------- | ------------------------------------------ | ------------------- | ------------------- | ------------------- | -------------------------------- | ------------------- |
| David Nalbandian Eduardo Schwank | NC                  | Jo-Wilfried Tsonga Michaël Llodra 3-6, 5-7 | -                   | -                   | -                   | -                                | -                   |

| Athlète                   | 1/32 de finale      | 1/16 de finale             | 1/8 de finale       | Quarts de finale    | Demi-finales        | Match pour la médaille de bronze | Finale              |
| Athlète                   | Adversaire Résultat | Adversaire Résultat        | Adversaire Résultat | Adversaire Résultat | Adversaire Résultat | Adversaire Résultat              | Adversaire Résultat |
| ------------------------- | ------------------- | -------------------------- | ------------------- | ------------------- | ------------------- | -------------------------------- | ------------------- |
| Gisela Dulko Paola Suárez | NC                  | Li Na Zhang Shuai 4-6, 2-6 | -                   | -                   | -                   | -                                | -                   |

| Athlète                            | 1/32 de finale      | 1/16 de finale      | 1/8 de finale                          | Quarts de finale                 | Demi-finales        | Match pour la médaille de bronze | Finale              |
| Athlète                            | Adversaire Résultat | Adversaire Résultat | Adversaire Résultat                    | Adversaire Résultat              | Adversaire Résultat | Adversaire Résultat              | Adversaire Résultat |
| ---------------------------------- | ------------------- | ------------------- | -------------------------------------- | -------------------------------- | ------------------- | -------------------------------- | ------------------- |
| Gisela Dulko Juan Martín del Potro | NC                  | NC                  | Elena Vesnina Mikhail Youzhny 6-3, 7-5 | Lisa Raymond Mike Bryan 2-6, 5-7 | -                   | -                                | -                   |

## Tennis de table
Hommes
| Athlète  | Compétition | Tour préliminaire | 1er tour                                           | 2e tour                                                                    | 3e tour          | 4e tour          | Quarts de finale | Demi-finales     | Finale           | Finale |
| Athlète  | Compétition | Adversaire Score  | Adversaire Score                                   | Adversaire Score                                                           | Adversaire Score | Adversaire Score | Adversaire Score | Adversaire Score | Adversaire Score | Rang   |
| -------- | ----------- | ----------------- | -------------------------------------------------- | -------------------------------------------------------------------------- | ---------------- | ---------------- | ---------------- | ---------------- | ---------------- | ------ |
| Liu Song | Simple      | exempt            | Bat Suraju Saka (CGO) 4-0 (11-3, 11-5, 11-9, 11-6) | Battu par Bojan Tokič (SLO) 3-4 (0-11, 11-7, 7-11, 6-11, 11-3, 11-9, 8-11) | -                | -                | -                | -                | -                | -      |

## Tir
Hommes
| Athlète       | Compétition                | Qualification | Qualification | Finale | Finale |
| Athlète       | Compétition                | Points        | Rang          | Points | Rang   |
| ------------- | -------------------------- | ------------- | ------------- | ------ | ------ |
| Juan Angeloni | Carabine à 50 m tir couché | 580           | 50e(éliminé)  | -      | -      |
| Alex Suligoy  | Carabine à 50 m tir couché | 593           | 20e(éliminé)  | -      | -      |

## Triathlon
| Athlètes          | Compétition | Natation (1,5 km) | Transition 1 | Vélo (40 km) | Transition 2 | Course (10 km) | Temps           | Résultat |
| ----------------- | ----------- | ----------------- | ------------ | ------------ | ------------ | -------------- | --------------- | -------- |
| Hommes            |             |                   |              |              |              |                |                 |          |
| Gonzalo Tellechea | Hommes      | 18 min 59 s       | 42 s         | 58 min 48 s  | 31 s         | 32 min 11 s    | 1 h 51 min 07 s | 38e      |

## Voile
| Athlète(s)                        | Compétition | Régate 1 | Régate 2 | Régate 3 | Régate 4 | Régate 5 | Régate 6 | Régate 7 | Régate 8 | Régate 9 | Régate 10 | Total net | Total net | Medal Race | Total | Rang                                |
| Athlète(s)                        | Compétition | Score    | Score    | Score    | Score    | Score    | Score    | Score    | Score    | Score    | Score     | Score     | Rang      | Score      | Total | Rang                                |
| --------------------------------- | ----------- | -------- | -------- | -------- | -------- | -------- | -------- | -------- | -------- | -------- | --------- | --------- | --------- | ---------- | ----- | ----------------------------------- |
| Mariano Reutemann                 | RS:X        | 16       | 15       | 15       | 13       | 12       | 19       | 5        | 20       | 14       | 7         | 116       | 11e       | -          | -     | -                                   |
| Julio Alsogaray                   | Laser       | 20       | 7        | 5        | 11       | 12       | 23       | 1        | 50       | 26       | 7         | 112       | 11e       | –          | –     | –                                   |
| Lucas Calabrese Juan de la Fuente | 470         | 5        | 24       | 3        | 9        | 17       | 8        | 2        | 2        | 5        | 6         | 57        | 3e        | 6          | 63    | Médaille de bronze, Jeux olympiques |

| Athlète(s)                             | Compétition  | Régate 1 | Régate 2 | Régate 3 | Régate 4 | Régate 5 | Régate 6 | Régate 7 | Régate 8 | Régate 9 | Régate 10 | Total net | Total net | Medal Race | Total | Rang |
| Athlète(s)                             | Compétition  | Score    | Score    | Score    | Score    | Score    | Score    | Score    | Score    | Score    | Score     | Score     | Rang      | Score      | Total | Rang |
| -------------------------------------- | ------------ | -------- | -------- | -------- | -------- | -------- | -------- | -------- | -------- | -------- | --------- | --------- | --------- | ---------- | ----- | ---- |
| Jazmín Lopez Becker                    | RS:X         | 20       | 19       | 20       | 24       | 21       | 19       | 25       | 17       | 25       | 25        | 190       | 23e       | -          | -     | -    |
| Cecilia Carranza Saroli                | Laser Radial | 9        | 28       | 13       | 28       | 10       | 30       | 12       | 35       | 20       | 35        | 185       | 21e       | –          | –     | –    |
| Consuelo Monsegur María Fernanda Sesto | 470          | 16       | 19       | 19       | 3        | 5        | 12       | 14       | 11       | 15       | 3         | 98        | 13e       | -          | -     | -    |

## Volley-ball

### Beach-volley
| Athlète                   | Compétition     | Tour préliminaire | Classement | Rattrapage        | Huitièmes de finale | Quarts de finale  | Demi-finales      | Finale            | Finale |
| Athlète                   | Compétition     | Adversaires Score | Classement | Adversaires Score | Adversaires Score   | Adversaires Score | Adversaires Score | Adversaires Score | Rang   |
| ------------------------- | --------------- | --- | ---------- | ----------------- | ------------------- | ----------------- | ----------------- | ----------------- | ------ |
| Ana Gallay Virginia Zonta | Tournoi féminin | Poule D Kessy – Ross (USA) L 0 – 2 (11-21, 18-21) Baquerizo – Fernández (ESP) L 0 – 2 (20-22, 16-21) Keizer – van Iersel (NED) L 0 – 2 (12-21, 16-21) | 4          | -                 | -                   | -                 | -                 | -                 | -      |

### Volley-ball (indoor)

#### Tournoi masculin
Classement
Les quatre premières équipes de la poule sont qualifiées.
- Qualifiés pour les quarts de finale
- Éliminés

| # | Équipe          | Pts | J | G | Gt | Pt | P | Sp | Sc | Ratio | Pp  | Pc  | Ratio |
| 1 | Bulgarie        | 12  | 5 | 4 | 0  | 0  | 1 | 13 | 4  | 3.25  | 407 | 390 | 1.044 |
| 2 | Pologne         | 9   | 5 | 3 | 0  | 0  | 2 | 11 | 7  | 1.571 | 433 | 374 | 1.158 |
| 3 | Argentine       | 9   | 5 | 3 | 0  | 0  | 2 | 10 | 7  | 1.429 | 382 | 367 | 1.041 |
| 4 | Italie          | 8   | 5 | 2 | 1  | 0  | 2 | 10 | 9  | 1.111 | 426 | 413 | 1.031 |
| 5 | Australie       | 7   | 5 | 2 | 0  | 1  | 2 | 8  | 10 | 0.8   | 395 | 397 | 0.995 |
| 6 | Grande-Bretagne | 0   | 5 | 0 | 0  | 0  | 5 | 0  | 15 | 0     | 274 | 376 | 0.729 |

Matchs
Quart de finale